# Bauska
Bauska (alemany: Bauske polonès: Pawsk) és un poble del municipi Bauska a Letònia, de la regió històrica de Semigàlia. La població està situada a la confluència dels rius Mūša i Nemunėlis on formen el riu Lielupe. Bauska es troba a 66 km de la capital letona Riga i a 20 km de la frontera amb Lituània.

## Demografia

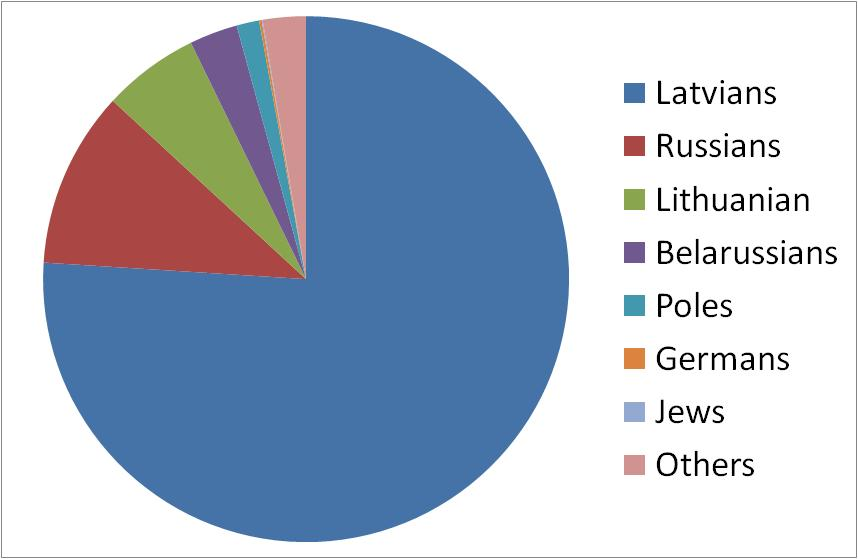
Ètnies a Bauska.

|  |  |  |  |  |

## Ciutats agermanades
- Kolomna, Rússia
- Rypin, Polònia